# A Letter in the Sand
A Letter in the Sand è un cortometraggio muto del 1907 diretto da Lewin Fitzhamon.

## Trama
Una nubile sbaglia giovane e si mette a inseguirlo.

## Produzione
Il film fu prodotto dalla Hepworth.

## Distribuzione
Distribuito dalla Hepworth, il film - un cortometraggio di 61 metri - uscì nelle sale cinematografiche britanniche nel dicembre 1907. Sempre in dicembre, la Williams, Brown and Earle lo presentò anche negli Stati Uniti.
Si conoscono pochi dati del film che, prodotto dalla Hepworth, fu distrutto nel 1924 dallo stesso produttore, Cecil M. Hepworth. Fallito, in gravissime difficoltà finanziarie, il produttore pensò in questo modo di poter almeno recuperare il nitrato d'argento della pellicola.